# Heinrich von Spreti

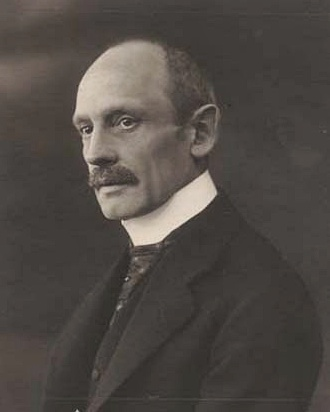
Heinrich Graf von Spreti

Heinrich Graf von Spreti (* 30. Mai 1868 in München; † 7. Januar 1944 in Voithenberghütte, Stadtteil von Furth im Wald) war ein bayerischer Beamter. Er war Bezirksamtmann von Berchtesgaden, Kabinettschef Ludwig III. und Regierungspräsident von Schwaben.

## Leben
Die Familie Spreti gelangte zu Beginn des 18. Jahrhunderts an den Hof des Kurfürsten Max Emanuel. Ahnherr des bayerischen Familienzweigs ist der 1703 aus Ravenna eingewanderte Hieronymus von Spreti (1695–1772).
Heinrich Spreti, Sohn des Grafen Theodor von Spreti (1838–1908) und dessen Gattin Mathilde geb. von Kleinschrod (1844–1904), wurde 1868 in München geboren. Mathilde von Kleinschrod war die Tochter des bayerischen Justizministers Karl von Kleinschrod (1797–1866).
Er studierte bis 1893 an der Ludwig-Maximilians-Universität Rechtswissenschaften. Anschließend wechselte er in den bayerischen Staatsdienst. 1897 wurde Spreti Bezirksamtsassessor in Tirschenreuth und 1901 in Traunstein. Zwei Jahre später berief man ihn in das Staatsministerium des Innern. Von 1906 bis 1909 war er Bezirksamtmann von Berchtesgaden. Vom 13. November 1917 bis zum 8. November 1918 fungierte Heinrich von Spreti als letzter Kabinettschef König Ludwigs III. von Bayern. Von August 1918 bis 1923 wirkte er als Ministerialdirektor im Staatsministerium des Innern. Ab 1923 bekleidete er das Amt des Regierungspräsidenten von Schwaben und ging 1933 regulär in Pension.
Graf Spreti war Ehrenmitglied der katholischen Studentenverbindung K.St.V. Rheno-Bavaria München im KV. Er hatte Maria Anna Deym von Stritez (1873–1963) geheiratet.